# Limenitis olbia
Limenitis olbia är en fjärilsart som beskrevs av Felder 1867. Limenitis olbia ingår i släktet Limenitis och familjen praktfjärilar. Inga underarter finns listade i Catalogue of Life.